# Oithona australis
Oithona australis is een eenoogkreeftjessoort uit de familie van de Oithonidae. De wetenschappelijke naam van de soort is voor het eerst geldig gepubliceerd in 1986 door Nishida.